# Leipziger BC 1893
Der Leipziger BC 1893 war ein deutscher Fußballverein aus Leipzig-Lindenau, der von 1893 bis 1945 existierte. Der Verein war neben dem SV Lipsia 93 und Dresdner FC einer der ältesten Fußballvereine in Sachsen. Der LBC gehört zu den 86 Vereinen, die im Januar 1900 an der Gründungsversammlung des Deutschen Fußball-Bunds beteiligt waren.

## Geschichte

### Fußball

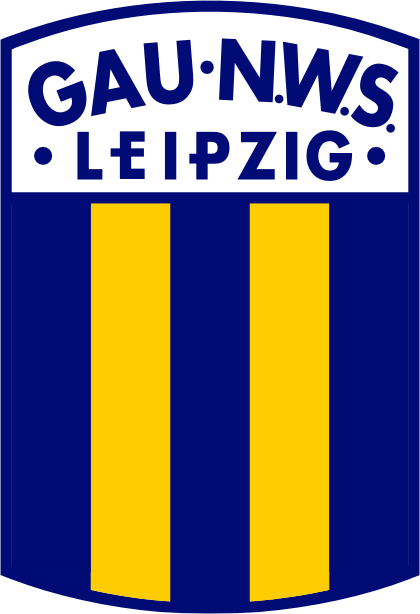
Logo des Gau Leipzig/NWS

Der Leipziger BC wurde im Jahr 1893 gegründet und agierte anfangs in der 1896 eingeführten Meisterschaft des Verbandes Leipziger Ballspiel-Vereine. Zwischen 1897 und 1899 fuhr der LBC insgesamt dreimal die Meisterschaft des VLBV ein, trat nach Differenzen mit dem VfB Leipzig jedoch vorzeitig aus dem Verband wieder aus.
Mit der Gründung des Verbandes Mitteldeutscher Ballspiel-Vereine (VMBV) am 26. Dezember 1900 wurde für die Saison 1901/02 der Gau Leipzig bzw. Nordwestsachsen geschaffen, in dem die Vereine aus Leipzig und Umgebung, sowie aus dem benachbarten Halle (Saale) zusammengefasst wurden. Am erneuten Titelgewinn im Gau Nordwestsachsen scheiterte der Club in der Spielzeit 1907/08 am klar favorisierten VfB Leipzig mit 1:6 und spielte neben Eintracht Leipzig, Wacker Leipzig und dem FC Sportfreunde Leipzig keine Rolle in der Leipziger Meisterschaft mehr.
Während des Ersten Weltkrieges bildete der Verein eine Kriegssportgemeinschaft mit Olympia Leipzig und trat bis 1918 unter der Bezeichnung SG LBC Olympia 1896 auf. Auf sportlicher Ebene erreichte der Leipziger BC in der Folgezeit im mitteldeutschen Fußball keine Erfolge mehr, etwaige Teilnahmen an der Gauliga Sachsen fanden nicht statt. 1937/38, sowie von 1940 bis 1943 spielte der Verein in der zweitklassigen Fußball-Bezirksklasse Leipzig (ab 1940: 1. Klasse Leipzig). 1945 wurde der Club vorzeitig vom Spielbetrieb zurückgezogen und aufgelöst. Eine Neugründung wurde nicht vollzogen.

### Leichtathletik
Bei den deutschen Leichtathletik-Meisterschaften 1919 siegte Richard Lauterbach in der Disziplin Waldlauf. Walter Martin wurde 1912 Deutscher Meister im 110-Meter-Hürdenlauf.

### Statistik
- Meister im Verband Leipziger Ballspiel-Vereine: 1897, 1898, 1899